# Mount Nowak
Mount Nowak är ett berg i Antarktis. Det ligger i Sydshetlandsöarna. Argentina, Chile och Storbritannien gör anspråk på området. Toppen på Mount Nowak är 303 meter över havet.
Terrängen runt Mount Nowak är huvudsakligen kuperad, men åt nordväst är den platt. Havet är nära Mount Nowak norrut. Trakten är obefolkad. Det finns inga samhällen i närheten.